# Systém průběžného doplňování inkoustu

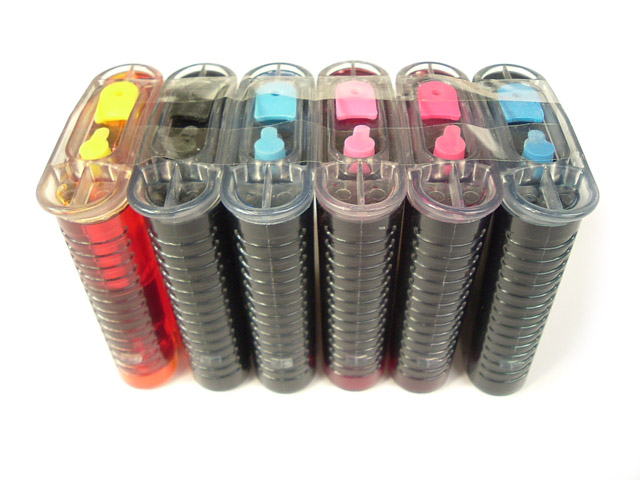
Nádržky CISS

Systém průběžného doplňování inkoustu (česká zkratka SPDI, anglická CISS z Continuous Ink Supply System) je technologie doplňování inkoustu do běžných inkoustových tiskáren pomocí vnějších zásobníků, které inkoust do tiskárny přivádějí silikonovými hadičkami. 

## Charakteristika
Systém průběžného doplňování inkoustu je jedno z nejlepších řešení pokud se týče nákladů na tisk a jeho výtěžnosti (resp. po kolika vytisklých papírech je nutné doplňování nebo jiný zásah do tiskárny). Externí nádržky mohou mít 10× nebo i vícekrát větší kapacitu inkoustu než běžné cartridge, které (zvláště jde-li o originální kusy) bývají poměrně drahé. Další výhodou je možnost doplňovat jen tu barvu, která dochází (oproti některým barevným cartridgím, které se mohou vyhodit poté, co dojde jedna z komponentních barev). 
Systém průběžného doplňování inkoustu je vhodný do inkoustových tiskáren s frekventovaným používáním a větší vytížeností, barevné SPDI jsou přirozeně vhodné pro častý tisk obrázků a fotografií.
Cena tohoto systému se aktuálně pohybuje zhruba v rozmezí 500 až 1800 Kč a je možné ho instalovat jen do podporovaných modelů.

## Alternativy
Na jaře 2013 uvedla firma Epson řadu inkoustových tiskáren s velmi podobným systémem. Nádržky jsou umístěny v odnímatelné krabičce na straně každého zařízení, jsou dostatečně velké (typicky desetinásobek objemu běžných cartridgí) a jsou pro každou ze složek CMYK (u modelů s barevným tiskem: Epson L110, L210, L300, L355, L550, L800), nebo jen černou pro černobílý tisk (u modelů Workforce M105, M110, M200). Svůj systém si Epson nazvala Ink Tank.